# دونالدا (ألبرتا)
دونالدا (بالإنجليزية: Donalda)‏ هي بلدة تقع في كندا في ألبرتا. يقدر عدد سكانها بـ 259 نسمة ومساحتها 0.99 كم2 وترتفع عن سطح البحر 780 متر.

## أعلام
- تريشيا هيلفر